# Кам'янка рудовола
Кам'янка рудовола (Oenanthe bottae) — вид горобцеподібних птахів родини мухоловкових (Muscicapidae). Мешкає на Аравійському півострові та на Ефіопскому нагір'ї. Вид названий на честь французького натураліста Поля-Еміля Ботти.

## Опис
Довжина птаха становить 17-18 см. У представників номінативного підвиду забарвлення переважно сірувато-коричневе, обличчя і горло білі, груди і боки мають рудий або піщано-коричневий відтінок. У представників підвиду O. b. frenata верхня частина тіла темніша, нижня частина шиї, груди і боки мають рудувато-коричневий відтінок, центральна частина живота білувато-охриста. Над очима помітні білі "брови", через очі ідуть широкі темні смуги. Хвіст чорний або коричнювато-чорний, крайні стернові пера біля основи білі.

## Підвиди
Виділяють два підвиди:
- O. b. bottae (Bonaparte, 1854) — гори Сарават[en] (південно-західна Аравія);
- O. b. frenata (Heuglin, 1869) — Ефіопське нагір'я.

Деякі дослідники виділяють підвид O. b. frenata у окремий вид Oenanthe frenata.

## Поширення і екологія
Рудоволі кам'янки мешкають в Саудівській Аравії, Ємені, Ефіопії і Еритреї. Вони живуть на гірських луках і на скелястих або кам'янистих схилах, місцями посрослих чагарниками, трапляються поблизу полів. В Африці вони зустрічаються на висоті від 1800 до 4100 м над рівнем моря, в Аравії на висоті понад 1600 м над рівнем моря. Живляться комахами. В Ефіопії сезон розмноження триває з лютого по червень.